# Exposition antimaçonnique

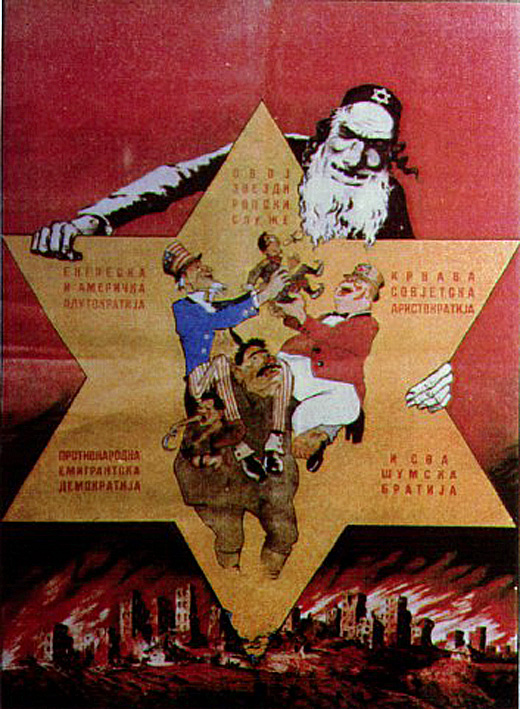
Affiche de l'exposition. Le chef de la révolte serbe Draža Mihailović est un animal de compagnie dans les mains des États-Unis, du Royaume-Uni et de l'URSS, supposés contrôlés par des juifs.

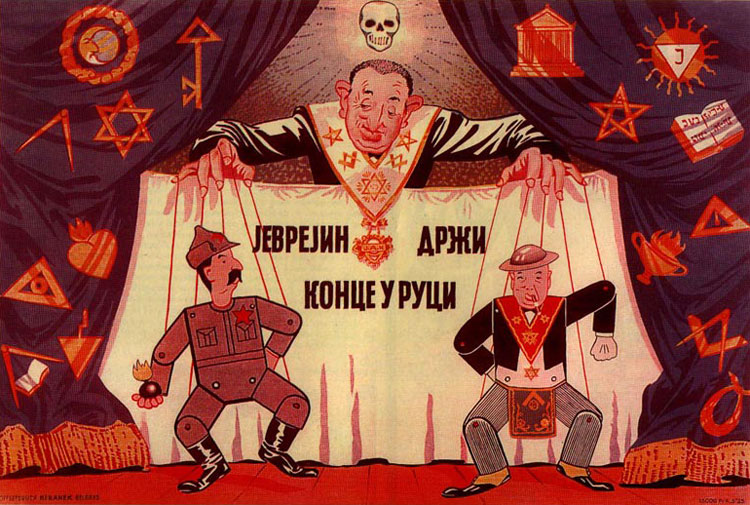
Affiche de l'exposition.

L'exposition antimaçonnique (serbe : Антимасонска изложба) (serbe : Antimasonska izložba) est une exposition antimaçonnique organisée du 22 octobre 1941 au 19 janvier 1942 par les forces d'occupation allemande avec le soutien technique du Premier ministre serbe Milan Nedić à Belgrade dans le temple maçonnique de la Grande Loge du royaume de Yougoslavie, fermé par les autorités collaboratrices en Serbie. Cette exposition présentait la franc-maçonnerie sous l'angle des thèses du judéo-bolchévisme et de la judéo-maçonnerie.

## Historique
L'exposition s'ouvrit à Belgrade le 22 octobre 1941. Cette exposition faisait partie d'une campagne de propagande de la part de collaborateurs serbes à l'occupation allemande dont l'objet prétendait « démasquer le franc-maçon juif et la conspiration judéo-communiste qui est derrière les maux de notre société ». Cette exposition fut financée par la ville de Belgrade et des timbres commémoratifs furent édités à cette occasion en 1942. L'exposition aurait accueilli quelque 80 000 personnes.